# Bratsigovo
Bratsigovo (en búlgaro: Брацигово) es una ciudad de Bulgaria en la provincia de Pazardzhik.

## Geografía
Se encuentra a una altitud de 401 m s. n. m. a 171 km de la capital nacional, Sofía.

## Demografía
Según estimación 2012 contaba con una población de 3 680 habitantes.
|         | 2004  | 2005  | 2006  | 2007  | 2008  | 2009  | 2010  | 2011  |
| Mujeres | 2 330 | 2 319 | 2 303 | 2 303 | 2 300 | 2 267 | 2 215 | 2 053 |
| Varones | 2 274 | 2 258 | 2 250 | 2 232 | 2 221 | 2 185 | 2 171 | 2 031 |
| Total   | 4 604 | 4 577 | 4 553 | 4 535 | 4 521 | 4 452 | 4 386 | 4084  |